# ホイエルスヴェルダの戦い
ホイエルスヴェルダの戦い（ホイエルスヴェルダのたたかい、ドイツ語: Schlacht bei Hoyerswerda）は、七年戦争中の戦いでも比較的小規模な武力衝突である。しかし8月にクネルスドルフの戦いで壊滅的な敗北を味わったプロイセン軍にとって、この勝利が慰みとなったことは確かである。そして何より、その敗北のショックからフィンク将軍に軍の指揮権を委託していたフリードリヒ大王が、再び指揮を執る決意に至るきっかけとなった。

## 背景
1759年9月、プロイセン軍のフリードリヒ大王とハインリヒ王子、オーストリアのレオポルト・フォン・ダウン、ロシア帝国のピョートル・サルティコフの各軍団はシュレージエンを巡って互いに尾行し合っていた。オーデル川の迅速な渡河に成功したことでプロイセン軍はロシア軍からグウォグフとブレスラウの街を守ったが、地勢的な要因からフリードリヒは攻勢に出ることが出来ずにいた。その間ダウンはクネルスドルフで得た大勝利を活かそうとしていたが、ザクセンにいたオーストリア軍がその3分の1の規模のプロイセン軍によって敗れたという厄介な知らせが入る。
ダウンは今の軍事的優位を失うことを恐れ、ゲルリッツに向けて自軍を前進させた。ハインリヒ王子の野営地を発見すると、ダウンとその軍はその近くにあった高台に陣取り、翌9月23日の早朝に敵の野営地を攻撃することを決定した。

## 15時間の強行軍
ダウンにとって不運だったのは、ハインリヒが既にこの領域から離脱することを決定していたことだった。9月22日深夜に彼の軍勢は野営地をひっそりと抜け出した。テントや焚き火はそのまま残し、撤収が完了するまでわざと野営地で騒音を立てる周到さだった。20マイルを3時間で急行したハインリヒ軍がローテンブルクで休息中、ダウンの軍勢は蛻のからと化したプロイセン軍の野営地に雪崩れ込んでいた。
ダウンの偵察騎兵はハインリヒ軍が北東のグローガウ目指して前進していると報告した。ダウンはこの行動を疑い、一度バウツェンまで後退した。しかし実際にはハインリヒ軍はローテンブルクを去った後、18マイル西方のクリッテンの村落に向けて進んでいた。3時間の休息の後、さらにホイエルスヴェルダまで強行軍を続けたハインリヒ軍はヴェーラ指揮下のオーストリア軍3,000名を捕捉した。
ヴェーラはドレスデン攻囲で名を挙げた将軍であり、彼の次の配置先であるホイエルスヴェルダには、ザクセンとシュレージエンのプロイセン軍が合流するのを食い止めるために築かれた防衛線の一部があった。しかしダウンはこの戦闘が起きるわずか数日前、フリードリヒの軍勢はロシア軍と睨み合っているのが精いっぱいで、ハインリヒ軍が兄の軍と合流することはまずないだろうと判断し、もはや危険はなくなったとヴェーラに手紙を送っていた。

## 戦闘
スイス人指揮官レントゥルスによって率いられたプロイセン軍前衛は森から飛び出し、オーストリア軍に襲いかかった。ヴェーラは急ぎ自身のクロアチア兵団を展開し、大砲を配置したが、プロイセン軍による正確な砲撃によって彼らの隊列は瞬く間に打ち砕かれた。その後の短い戦闘の後、ヴェーラをはじめとする生存者のほぼ全員が捕えられた。
失意の中ダウンは軍勢をザクセンに向ける必要があった。相変わらずフリードリヒと睨み合っていたロシア軍は、グーベンで定めたオーストリア軍との協定（しかもこれがブランデンブルクの奇跡の原因となった）が破られたことに憤慨し、間もなくサルティコフは自軍を纏めて帰国してしまった。